# Estadio Carlo Castellani
El Estadio Carlo Castellani es un estadio multiusos de Empoli, Italia. Es usado principalmente para los partidos del Empoli FC.
El estadio se terminó de construir en 1965.